# N658 (België)
De N658 is een gewestweg in de Belgische provincie Luik. De weg verbindt Amel (N676) met de L245 in Duitsland, nabij Harperscheid. De route heeft een lengte van ongeveer 20,5 kilometer. Dit is exclusief het 2,4 kilometer onderbroken gedeelte bij Büllingen door de N632.

## Plaatsen langs de N658
- Amel
- Mirfeld
- Büllingen
- Krinkelt
- Rocherath